# Gary Lee Figueroa
Gary Lee Figueroa (ur. 28 września 1956 w Phoenix) – amerykański piłkarz wodny, zdobywca srebrnego medalu z drużyną na Letnich Igrzyskach Olimpijskich w Los Angeles.